# RMS Mauretania (1906)
RMS Mauretania je bila britanska oceanska linijska ladja, ki jo je načrtoval Leonard Peskett, zgradilo pa jo je podjetje Swan Hunter za britansko družbo Cunard Line. Splovljena je bila 20. septembra 1906. ￼Bila je največja potniška prekooceanska ladja vse do prihoda RMS Olympic leta 1911. Mauretania je bila med potniki ena najbolj priljubljenih potniških ladij. Decembra 1907 je na svoji prvi povratni plovbi čez Atlantik osvojila modri trak, leta 1909 ga je ponovno osvojila in držala hitrostni rekord 20 let.    
Ladja je poimenovana po starodavni rimski provinci na severozahodni afriški obali, ne pa po državi Mavretanija. Njena sestrska ladja je Lusitania, ki je bila poimenovana po starodavni rimski provinci na Iberijskem polotoku. Mauretania je bila v čezatlantski službi do leta 1934, ko jo je upokojila družba Cunard White Star; leta 1935 pa je bila ladja prodana za razrez.        

## Ozadje
Leta 1897 je nemški SS Kaiser Wilhelm der Grosse postal največja in najhitrejša ladja na svetu. S hitrostjo 22 vozlov (41 km / h; 25 mph) je prevzel modri trak iz Campanie in Lucanie družbe Cunard Line. Nemčija je prevladovala nad Atlantikom in do leta 1906 so imeli v uporabi pet superlinijskih ladij s štirimi dimniki, od tega štiri v lasti severnonemškega Lloyda in del tako imenovanega "razreda Kaiser".
Približno v istem času je ameriški finančnik J. P. Morgan poskušal monopolizirati pomorsko trgovino in je že prevzel drugo glavno britansko čezatlantsko družbo White Star Line.
Zaradi teh groženj je bila družba Cunard Line odločena, da si povrne prestiž prevlade v oceanskih potovanjih ne samo za podjetje, temveč tudi za Združeno kraljestvo. Leta 1902 sta družba Cunard Line in britanska vlada dosegla dogovor o gradnji dveh superlinijskih ladij, Lusitanie in Mauretanie, z zagotovljeno hitrostjo najmanj 26 vozlov. Britanska vlada naj bi posodila 2.600.000 funtov (252 milijonov funtov leta 2015) za gradnjo ladij po obrestni meri 2,75%, ki naj bi se povrnila v dvajsetih letih, z določbo, da je ladje mogoče preurediti po potrebi na oborožene trgovske križarke. Nadaljnje  financiranje je bilo pridobljeno, ko je admiraliteta uredila, da se Cunardu letno izplačuje dodaten znesek za poštno subvencijo.

## Tehnični podatki
Ladja je poimenovana po starodavni rimski provinci na severozahodni afriški obali. Konstruktor ladje je bil Leonard Peskett. Ko je leta 1902 izdelal velik model ladje je bila ladja zasnovana z tremi dimniki, a leta 1904 so ladji dodali še četrti dimnik saj je bilo potrebno namestiti dodaten dimnik za prezračevanje in ogrevanje luksuza. Admiraliteta je zahtevala, da so vsi stroji vgrajeni pod vodno črto, saj so bili tako varni pred udari strel. Mauretania je bila dolga 240 metrov, široka 26,8 metrov in izpodrivala je več, kot 45. 000 ton. Imela je štiri propelerje, kar ji je zagotavljalo, da je plula s hitrostjo 26 vozlov. 

## Gradnja ladje
Gradnja ladje se je začela 18. avgusta 1904 v ladjedelnici Swam Hunter Tryne and Wear. Za gradnjo tako velike ladje je bilo treba ladjedelnico povečati in namestiti nove ladjedelniške opreme ter ostala orodja. Gradnja ladje je potekala v smeri od premca do krme namesto, da bi ladjo začeli graditi od obeh koncev hkrati. To je bilo zato ker načrti za krmo in stroje takrat še niso bili dokončani. Ladijski propelerji so bili nameščeni in ob namestitvi obloženi z lesom, da bi jih tako zaščitili med splovitvijo. Trup je bil v ladjedelnici zgrajen v celoti, medtem, ko je bila nadgradnja zgrajena le delno. Končne podrobnosti med Mauretanio in Lusitanio so bile v obeh ladjedelnicah prepuščene projektantom, tako, da so se ladje razlikovale v podrobnostih izdelovanja trupa in končne strukture. Ladje je mogoče najlažje razlikovati na fotografijah po ravnih ventilatorjih, ki so se uporabljali na Lusitaniji, medtem, ko so tisti na Mauretaniji uporabljali bolj za običajni zaobljeni vrh. Mauretania je bila nekliko daljša, širša, večja in hitrejša, ker je imela nameščene dodatne turbine. 
Mauretania je bila splovljena 20. septembra 1906 ob 12:00. Pred splovitvijo so na ladjo že namestili propelerje, toda pri poznejših splovitvah so propelerje namestili po splovitvi, saj bi se lahko med splovitvijo propelerji poškodovali. Med splovitvijo je bila ladja krščena. Po splovitvi je bila ladja privlečena v suhi dok, kjer so odstranili obloženi les s propelerjev in pobarvali ladijski trup. Po izpustitvi iz suhega doka so na ladjo namestili še preostalo nadgradnjo, jamborje in dimnike. V naslednjem letu so v ladjo vgradili še vso potrebno strojno in električno opremo ter opremo primerno za bivanje posadke in potnikov. 
Pri testiranjih na morju, ki so potekala konec oktobra 1907 in v začetku novembra 1907, so njeni motorji pri testiranju hitrosti povzročali neprijetno vibracijo; Mauretania je tako pred vstopom v čezatlantsko službo opravila pregled motorjev in delavci so motorje vključno z njenimi propelerji obnovili. 11. novembra 1907 je bila ladja izročena družbi Cunard Line. 

## Notranjost
Notranjost Mauretanie je načrtoval angleški arhitekt Harold Peto. Peto je notranjost ladje načrtoval v angleškem slogu, z uporabo lesenih delov, ki so bili temnejši od tistih na njeni sestrski ladji Lusitaniji. Uporabljenih je bilo 28 različnih vrst lesa, ki so se uporabili v ladijskih salonih, skupaj z marmorjem, oblazinjenjem in drugo opremo. Lesene plošče za prvorazredne prostore so natančno izrezljani trije leseni obrtniki. Jedilnica prvega razreda v dveh nadstropjih je bila okrašena v slogu Françoisa Boucherja in pokrita z veliko stekleno kupolo. V bližini stopnišča je bila nameščena vrsta dvigal, ki so bila takrat redkost za ladje. Novost ladje je bila kavarna Verandah na palubi čolnov, ki je prodajala pijače in jo je družba Cunard Line namestila kot dodatek, ki je bil odprt ob lepem in toplem veremenu. Ta novost je bila le redko kdaj uporabljena ker je ladja več ali manj plula čez Atlantik in je zato slabo vreme v Atlantiku preprečilo odprtje nove kavarne.  

## Kariera

### Predvojna kariera (1907 - 1914)
Mauretania je 16. novembra 1907 izplula iz Liverpoola na svojo krstno plovbo v New York pod poveljstvom kapitana John Pritchard. Na svoji prvi povratni plovbi čez Atlantik je ladja osvojila modri trak za najhitrejše prečkanje Atlantika proti vzhodu, septembra 1909 pa je osvojila modri trak za najhitrejše prečkanje Atlantika proti zahodu. Hitrostni rekord je držala do leta 1929, ko jo je prehitel SS Bremen. 2. maja 1908 je ladja med plovbo zadela podvodno skalo zaradi česar je utrpela poškodovan zadnji del krme. Med popravilom so ladji zamenjali nove propelerje zaradi česar se je tudi hitrost ladje močno izboljšala. 
Decembra 1911 je bila Mauretania zasidrana v New Yorku, ko so se vrvi zaradi zelo močnih valovov potrgale je ladja utrpela večjo škodo, zato je bilo njeno posebno božično potovanje odpovedano. Njeno božično potovanje pa je nadomestila Lusitania. V času Titanicove krstne plovbe je bila Mauretania ob prihodu Titanica na Irsko, zasidrana v Queenstownu. Ko je Titanic potonil, je čez teden dni na Mauretaniji potoval predsednik družbe Cunard Line A. A. Booth, ki je organiziral vigilijo v spomin žrtvam, ki so umrli v potopu Titanica. Ladji so dodali tudi več reševalnih čolnov, saj jih predtem ni imela dovolj za vse ljudi na krovu. Spomladi 1913 so na Mauretaniji vozovnice za tretji razred stale 17 dolarjev.
Julija 1913 sta kralj George in kraljica Marija opravila posebno potovanje z Mauretanio, tedaj najhitrejšemu britanskemu trgovskemu plovilu. 26. januarja 1914 je med privezom v Liverpoolu, v strojnici eksplodirala plinska jeklenica pri čemer so umrli štirje strojniki, šest pa jih je bilo huje poškodovanih. Škoda v strojnici je bila morebitna, zato je bila ladja dva meseca na popravilu, marca 1914 pa se je Mauretania vrnila v čezatlantsko službo. 

### Prva svetovna vojna (1914 - 1918)
28. julija 1914 se je začela prva svetovna vojna. 4. avgusta 1914, na dan, ko sta Velika Britanija in Francija napovedali vojno Nemčiji potem, ko je ta napovedala vojno Belgiji, je Mauretania priplula v New York. 6. avgusta je nato ladja priplula v Halifax. Britanska vlada je kmalu prosila, da Mauretania in RMS Aquitania postaneta ladji za prevoz vojaških enot, vendar sta zaradi njune velikosti in velike porabe premoga postali neprimerni in sta se 11. avgusta vrnili nazaj v čezatlantsko službo. Kasneje je bila Mauretania zaradi pomanjkanja potnikov privezana v Liverpoolu do maja 1915, ko je Lusitanio ob irski obali torpedirala nemška podmornica.
Po potopitvi Lusitanie se je družba Cunard Line odločila, da bo na čezatlantsko pot kot nadomestilo premestila Mauretanio, vendar je Admiraliteta ravno takrat sporočila, da bo treba ladjo uporabiti za prevoz vojaških enot. Zaradi velike hitrosti in izkušene posadke se je Mauretania izognila vsem napadom nemških podmornic. Na eni plovbi v Sredozemskem morju je ladjo napadla nemška U-podmornica, ki je proti ladji izstrelila dva torpeda. Zaradi hitrega odziva posadke in velike hitrosti pri plovbi se je ladja uspešno izognila napadu tako, da sta oba torpeda zgrešila ladjo. Ladji so kmalu spremenili videz, da bi bila manj opazna z zraka. Pobarvali in potemnili so ji okna in nadgradnjo, da bi ji zagotovili večjo varnost. 
Ko so združene sile Združenega Kraljestva in Francije imele veliko žrtev, je Admiraliteta naročila, da Mauretania skupaj z Aquitanio in ladjo družbe White Star Line Britannic, prevažajo bolne in ranjene od 25. januarja 1916 do nadaljnega. Ko so jo preuredili v bolniško ladjo, je imela trup pobarvan v belo barvo z vodoravno zeleno črto, rdečimi križi in dimnike pobarvane v rumeno-oranžno barvo. Sedem mesecev pozneje je Mauretania ponovno postala vojaška ladja. Njene dolžnosti med vojno še ni bilo konec. Ko je leta 1917 ZDA napovedala vojno Nemčiji, je ladja v Evropo pripeljala na tisoče ameriških vojakov. Po vojni je bila Mauretania do sredine leta 1919 prebarvana v črni shemi. 

### Povojna kariera (1918 - 1934)
11. novembra 1918 se je prva svetovna vojna končala. Mauretania se je vrnila v čezatlantsko službo 21. septembra 1919. Njen naporen urnik plutja ji je preprečil, da bi leta 1920 opravila obsežen remont. Leta 1921 jo je družba Cunard Line umaknila iz čezatlantke službe, potem, ko je na palubi E izbruhnil požar in je bila potrebna prenova. Odplula je v ladjedelnico Tyne, kjer so jo prenovili in njene kotle predelali v kurjenje z nafto in se vrnila v čezatlantsko službo marca 1922. Družba je opazila, da se Mauretania bori za vzdrževanje svoje redne hitrosti čez Atlantik. Čeprav se je hitrost obratovanja ladje izboljšala in je zdaj v 24 urah porabila le 750 litrov (680 t) nafte v primerjavi s 1.000 tonami (910 t) premoga, zdaj ni plula tako hitro, kot je plula pred vojno. Na eni plovbi leta 1922 je ladja dosegla povprečno hitrost le 19 vozlov (35 km / h; 22 mph). V teh letih je bila njena hitrost slaba. Družba Cunard Line je opazila, da so revolucionarne turbine na ladji obupno potrebne prenove. Leta 1923 se je v Southamptonu začelo večje obnavljanje. Mauretaniene turbine so razstavili. Na polovici prenove so delavci iz ladjedelnice stavkali in delo je bilo zaustavljeno, zato je je družba Cunard Line ladjo z vlačilci odvlekla v Cherbourg v Franciji, kjer so bila dela zaključena v drugi ladjedelnici. Maja 1924 se je ladja znova vrnila v čezatlantsko službo. 
Leta 1928 je bila Mauretania preurejena z novo notranjo opremo, naslednje leto pa je njen hitrostni rekord prehitel SS Bremen in prevzel modri trak. 27. avgusta istega leta je Mauretania opravila še zadnji poskus, da bi si pridobila nazaj modri trak, vendar ji tega ni uspelo. Izpuščena je bila in njeni motorji so bili prilagojeni tako, da so proizvajali večjo moč za večjo delovno hitrost; vendar to še vedno ni bilo dovolj. Bremen je preprosto predstavljal novo generacijo oceanskih ladij, ki so bile veliko bolj zmogljive in tehnološko napredne od starajoče se Cunardove Mauretanie. Čeprav Mauretania ni premagala svojega nemškega tekmeca, je vseeno ostala med najbolj priljubljenimi čezoceanskimi potniškimi ladjami. Leta 1929 je Mauretania trčila v potniški trajekt v bljižini svetilnika Robbins Reef Light. Nihče ni umrl in nihče ni bil huje poškodovan, njeno škodo pa so hitro popravili.
Leta 1930 je Mauretania s kombinacijo Velike gospodarske krize in novejših tekmecev na čezatlantski poti postala namenska križarka, ki je vodila šestdnevna križarjenja od New Yorka do pomola 21 v Halifaxu v Novi Škotski. Mauretania je 19. novembra 1930 rešila 28 ljudi iz švedske tovorne ladje Ovidia, ki je nasedla in potonila v Atlantskem oceanu 400 navtičnih milj (740 km; 460 milj) jugovzhodno od rta Race v Novi Fundlandiji. Junija 1933 so za križarjenje njen trup prebarvali v belo barvo. Ko se je leta 1934 Cunard Line združila z White Star Line, je Mauretania, skupaj z ladjo Olympic, ladjo Mayestic in drugimi ostarelimi oceanskimi linijskimi ladjami, postala odvečna in so jo umaknili iz čezatlantske službe. 

### Upokojitev in razrez
Družba Cunard White Star je Mauretanio umaknila iz čezatlantske službe po zadnji plovbi čez Atlantik iz New Yorka v Southampton, septembra 1934. Nato so jo po koncu osemindvajset let službe privezali v Southamptonu in jo dali na prodaj. 
Maja 1935 so njeno pohištno opremo postavili na dražbo Hampton in Sons in 1. julija istega leta je Mauretania zadnjič izplula iz Southamptona in odplula k ladjedelnici Metal Industries v Rosythu. Eden njenih nekdanjih kapitanov, upokojeni kapitan Sir Arthur Rostron, kapitan RMS Carpathia med reševanjem Titanica, se je vkrcal na ladjo ob zadnjem odhodu iz Southamptona. Rostron se je pred zadnjo plovbo Mauretanie odločil vkrcati na ladjo, češ da se raje spomni ladje, kakršna je bila, ko ji je poveljeval.
Na poti v Rosyth se je Mauretania za pol ure ustavila v svojem rojstnem kraju Tynu, kjer se je poslovila velika množica gledalcev. Kot pozdrav so iz ladijskega mostu izstrelili rakete. Župan Newcastla se je poslovil od ladje, njen zadnji kapitan A. T. Brown pa je nato nadaljeval plovbo v Rosyth. Približno 30 milj severno od Newcastla je majhno morsko pristanišče Amble, Northumberland. Lokalni mestni svet je ladji poslal telegram, v katerem je pisalo: "Še vedno najboljša ladja na morju."  Na kar je Mauretania odgovorila, "do zadnjega in ljubeznivega pristanišča v Angliji, pozdrav in zahvala."  Ko je ladja priplula v pristanišče so ji podrli jamborje, da je ladja šla pod most Forth in bila predana lomilcem. 
Mauretania je priplula v Rosyth na Škotskem okoli 6. ure zjutraj 4. julija 1935. Do 6.30 ure je šla mimo vhoda na dvorišča Metal Industries pod poveljstvom kapitana Whincea.  Avtor in zgodovinar John Maxtone-Graham je poročal, da je po končnem ugašanju svojih odličnih motorjev dala pregovor "končno tresenje ...".  Mauretania je zadnji javni pregled opravila 8. julija, v nedeljo z 20.000 obiski, zbrana sredstva pa so bila namenjena lokalnim dobrodelnim ustanovam. Razrez se je začel kmalu zatem in z veliko hitrostjo. Čez mesec dni njenih dimnikov, ki so jih podrli ni bilo več. Do leta 1936 je bila več, kot polovica nadgradnje porušena in razrezana, njena preostala nadgradnja in njen trup pa sta bili odstranjeni in razrezani do spomladi 1937.
Proti razrezu Mauretanie je protestiralo veliko njenih zvestih potnikov, med njimi je bil tudi predsednik Franklin D. Roosevelt, ki je napisal zasebno pismo proti razrezu. 